# Baidar (embarcación)

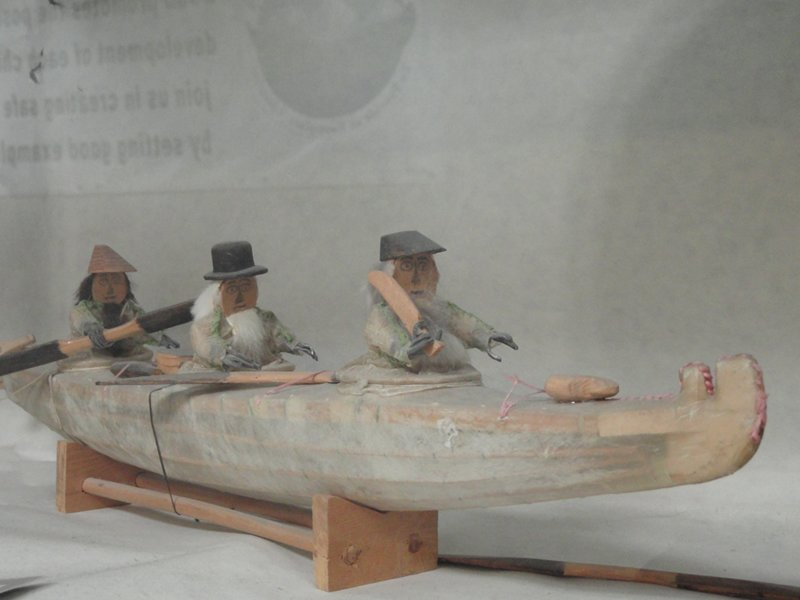
Representación de un baidar

Se llama baidar a la barca o canoa de la costa Norte de Siberia y particularmente del Noroeste de América. 
El baidar (baidarka en lengua aleuta) se construye con pieles de leones marinos cosidas con nervios de estos animales. Su forma se sostiene interiormente por una armazón o esqueleto de madera compuesto de cuadernas, palmejares y baos trincados también con nervios.  Existen diseños con la proa dividida en dos partes una de ella sobre el nivel del agua y la otra parte se proyecta hacia adelante en forma similar a lo que se observa en los buques modernos de finales del siglo XX. Se destacaban por ser extremadamente livianas y sumamente veloces en el agua.
Los baidares son de fondo más bien plano aunque finos en sus extremidades y están muy untados de grasa para garantizar la conservación de las pieles de  de 3 a 6 m de largo según el número de escotillas o agujeros circulares que tengan y que nunca es superior a tres. Estas escotillas se abren en la parte superior con el objeto de que un hombre quepa sentado con las piernas estiradas y el cuerpo sobre cubierta de cintura arriba. Cada tripulante se pone una camisa hecha de vejiga la cual ata primero alrededor de la brazola de la escotilla. Luego se la sujeta al cuello y puños con lo que vienen a quedar formando un solo cuerpo con la embarcación que es insumergible y se atreven así algunas veces a atacar a las ballenas. Los baidares utilizados para la pesca de la nutria tienen una sola escotilla.